# Hippolyte Camille Delpy
Hippolyte Camille Delpy, né le 16 avril 1842 à Joigny (Yonne) et mort le 5 juin 1910 dans le 18e arrondissement de Paris, est un peintre français.

## Biographie
Hippolyte Camille Delpy est originaire d'une famille assez riche de Joigny, en Bourgogne. Il est l'élève de Charles-François Daubigny à partir de 1855 et est son étudiant de manière régulière à partir de 1858. Pendant les étés, Delpy (proche en âge du fils de Daubigny, Karl, également peintre) voyage avec la famille Daubigny, faisant des excursions à bord du bateau-atelier Le Botin. Grâce à Daubigny, Delpy rencontre Camille Corot qui encourage et conseille le jeune peintre. En 1869, Delpy envoie ses premiers tableaux au Salon de la Société nationale des beaux-arts. En décembre 1869, il commence à peindre des scènes de neige au cours d'un hiver qui fut rude.
Contemporain des impressionnistes, Delpy a mêlé les techniques apprises de Daubigny avec une palette plus vive et une touche plus vigoureuse, caractéristiques de la génération des peintres de l'école de Barbizon.
Au début des années 1870, Delpy travaille souvent à Ville-d'Avray, le site privilégié de Corot, et à Auvers-sur-Oise, où Daubigny a vécu, et où il épouse Louise-Berthe Cyboulle, fille d’un peintre de fleurs et d’insectes, qui mourut en 1885. Camille Delpy se lie d'amitié avec Camille Pissarro et Paul Cézanne, qui ont partagé son admiration pour Daubigny.
Ses tableaux présentés aux Salons de 1873 et 1874 sont bien reçus. En 1875, il présente pour la première fois une scène de neige au Salon et reçoit les critiques élogieuses de Jules-Antoine Castagnary.
En 1876, Delpy organise une vente de ses œuvres à Paris à l'hôtel Drouot. Annoncée dans plusieurs journaux, la vente est un succès important avec 45 œuvres vendues. Cet été-là, Delpy déménage avec sa famille à Bois-le-Roi, à proximité de la forêt de Fontainebleau.
Au Salon de 1880, Delpy présente une scène de récolte de pommes de terre, son premier paysage avec des figures de grande taille. Durant les années 1880, il alterne les séjours sur la côte normande, dans la forêt de Fontainebleau et à Paris. Il reçoit sa première médaille de Salon en 1884.
En 1886, Delpy voyage aux États-Unis avec un groupe d'artistes qui ont peint un panorama de la bataille de Manassas (Guerre de Sécession) à Washington. La même année, il devient membre de la Société des artistes français. À l'Exposition universelle de 1889, Delpy reçoit une mention honorable. Georges Petit, un galeriste parisien de premier plan de la peinture française contemporaine, commence à vendre ses tableaux et lui organise plusieurs expositions individuelles.
En 1890, il épouse Marie-Cécile Lenormand, qui meurt en janvier 1898. Le 16 novembre 1900, il épouse Joséphine Péguy.
En 1908, une exposition Delpy se tient aux Grafton Galleries à Londres.
Hippolyte Camille Delpy meurt le 5 juin 1910 à Paris.
Son fils Henry-Jacques Delpy, né à Bois-le-Roi (Seine-et-Marne) en 1877 et mort en 1957, est également un peintre paysagiste.
Le peintre Lucien-Victor Delpy (1898-1967) est un cousin éloigné.

## Œuvres dans les collections publiques
- Béziers, musée des beaux-arts :
  - La Grande rue à Auvers-sur-Oise[4] ;
  - La Cour de la mère Labaume à Bois-le-Roi.
- Louviers, musée de Louviers : Forêt de Fontainebleau.
- Paris, musée Carnavalet : Neige à Montmartre.

## Galerie

Œuvres d'Hippolyte Camille Delpy
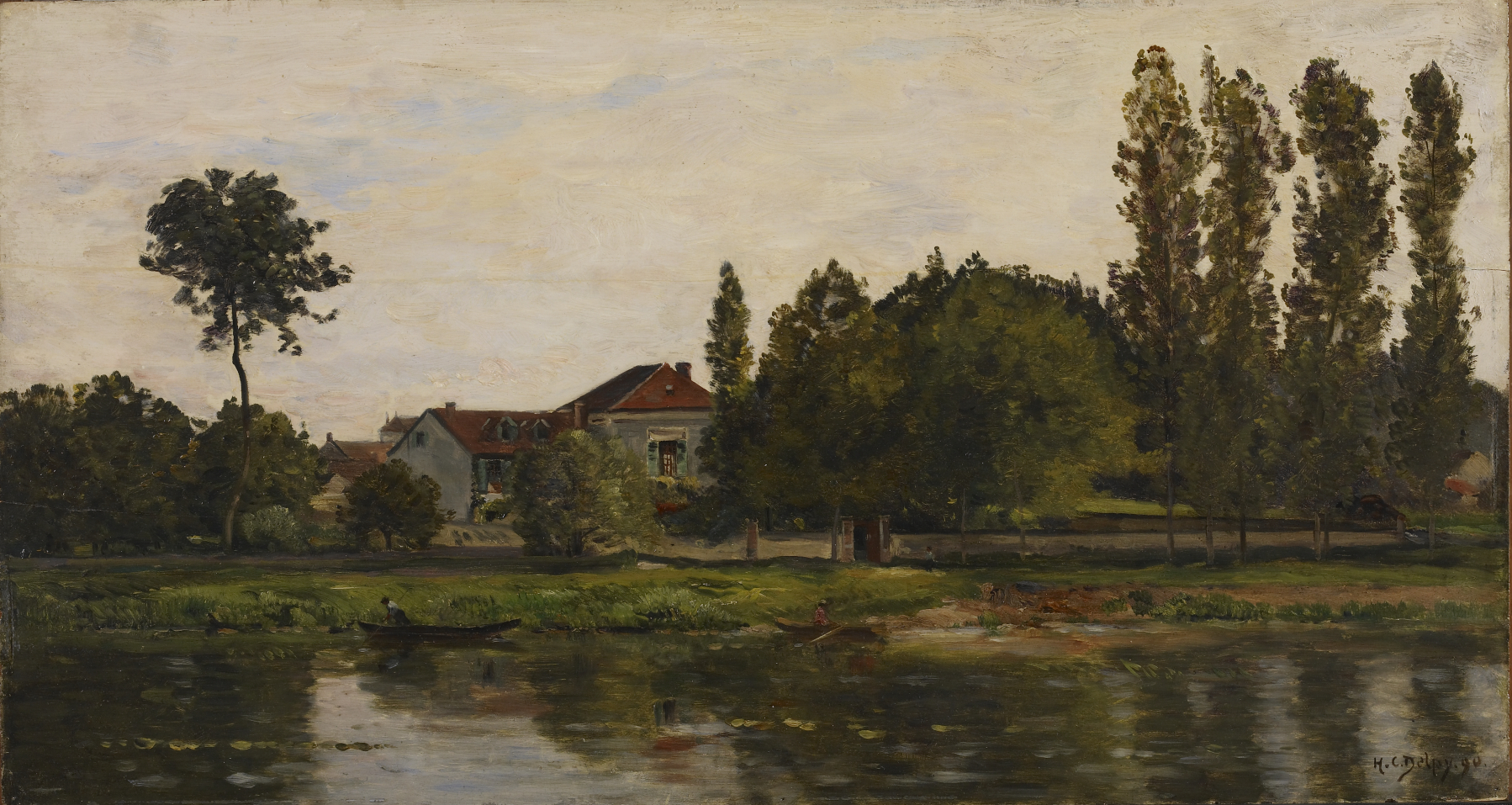
La Maison de M. Lucas (1890), Baltimore, Walters Art Museum.
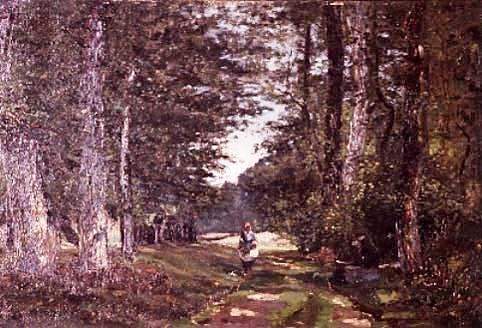
Sans titre, Juiz de Fora, Musée Mariano Procópio.

Œuvres non localisées attribuées à Hippolyte Camille Delpy
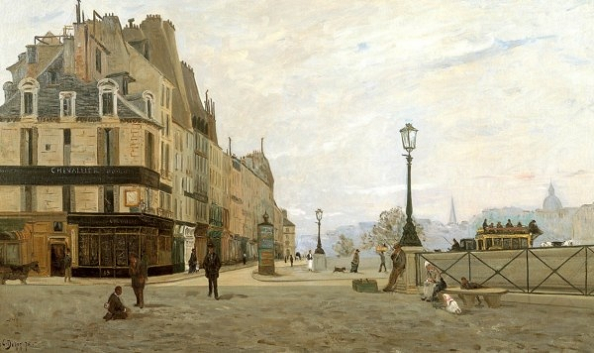
Le Pont-Neuf et le quai des Orfèvres.
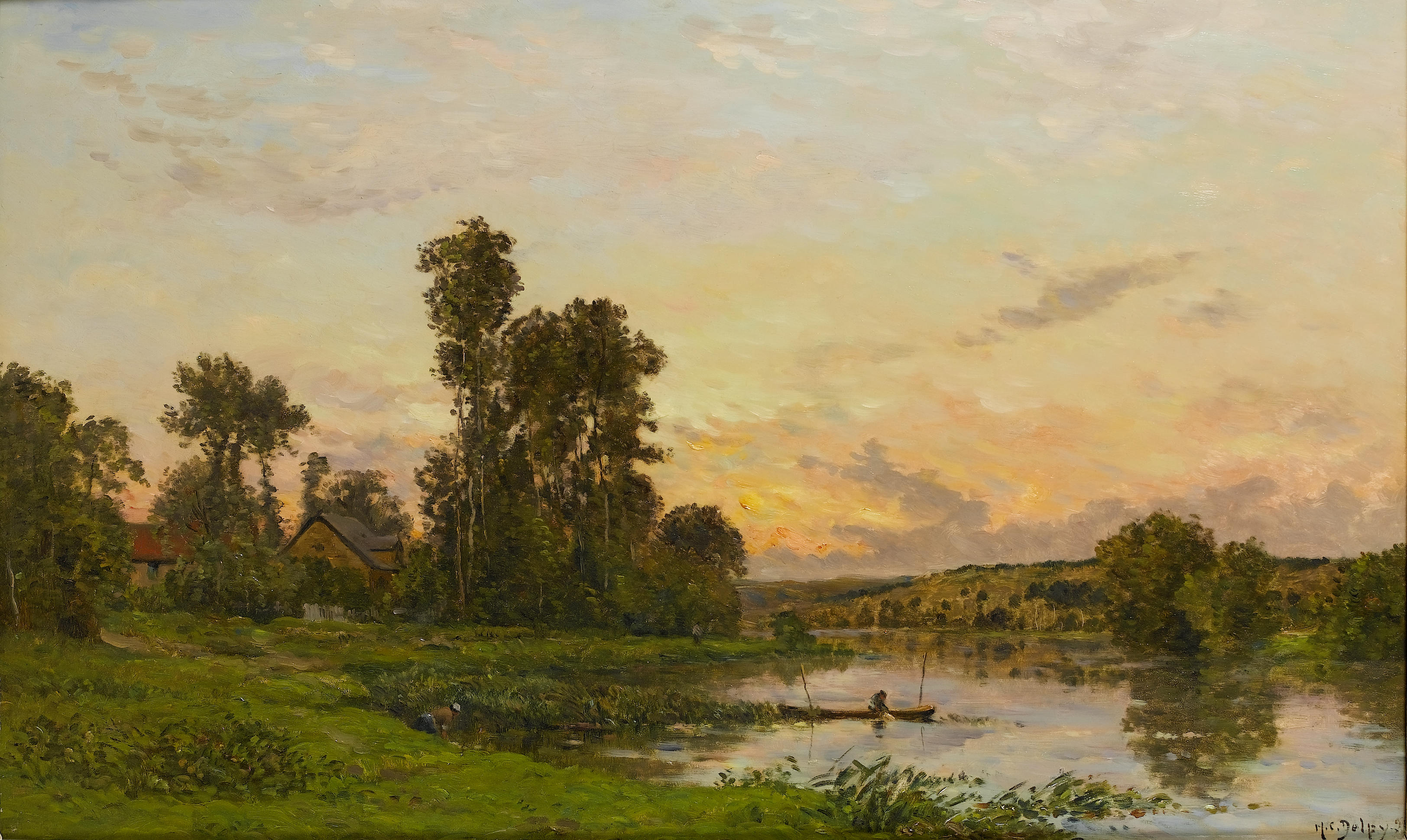
Soleil couchant, Pampoux-sur-Seine (1899).
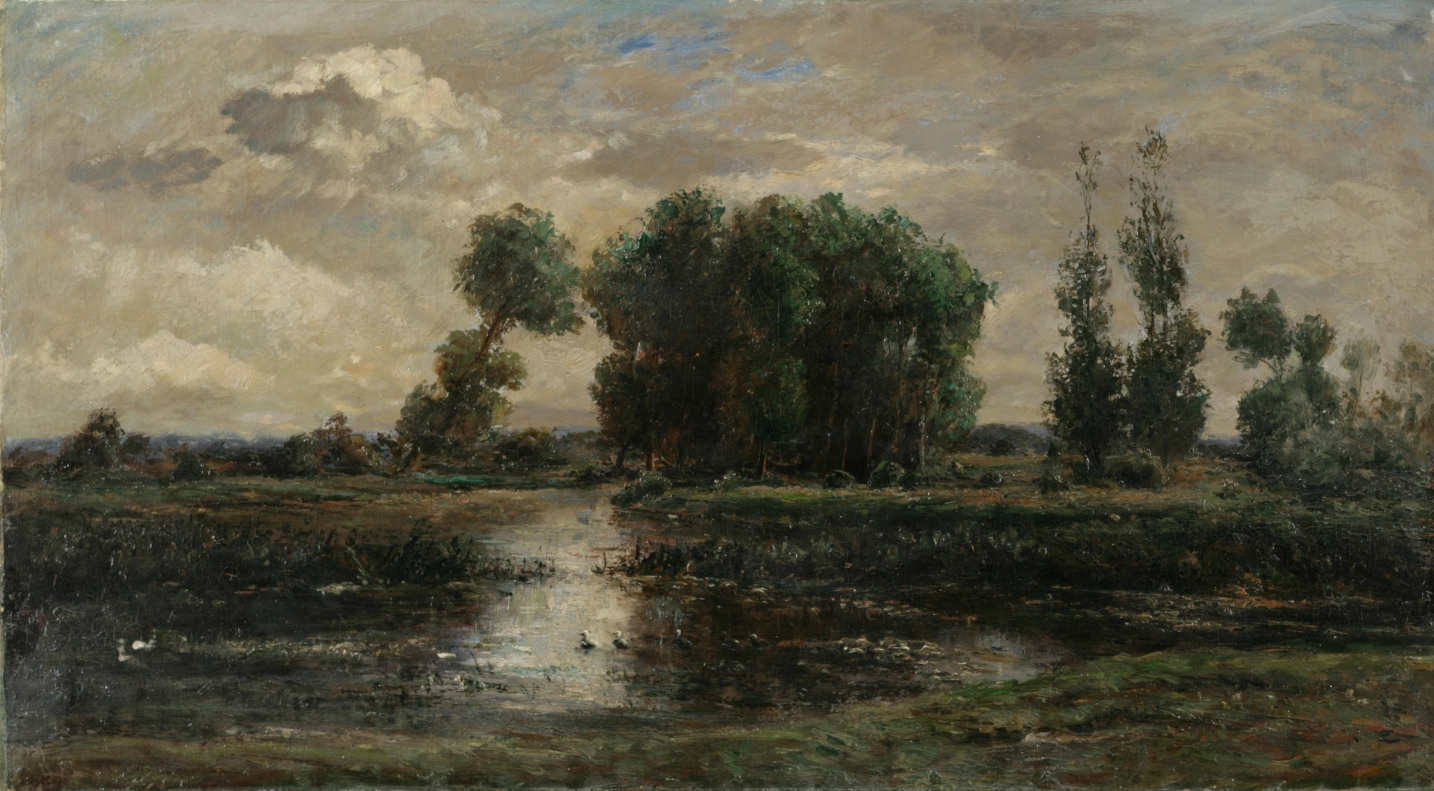
Paysage avec marais.
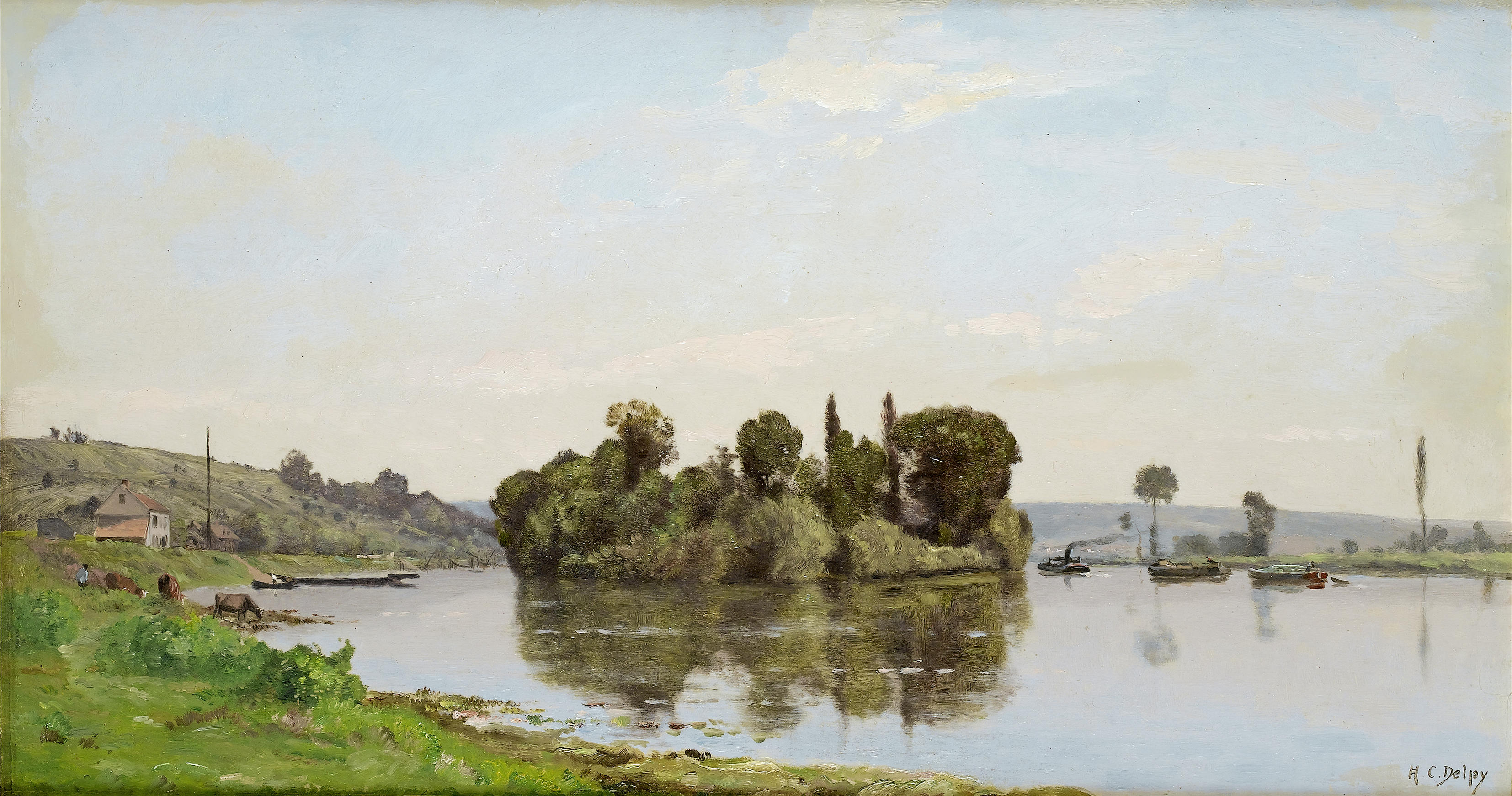
Paysage de rivière.
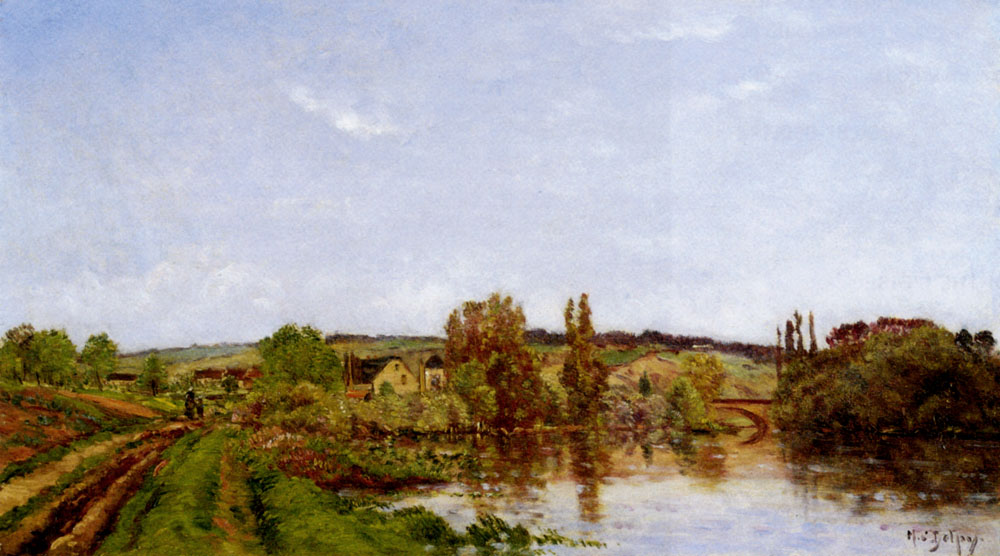
Chemin le long de la rivière.
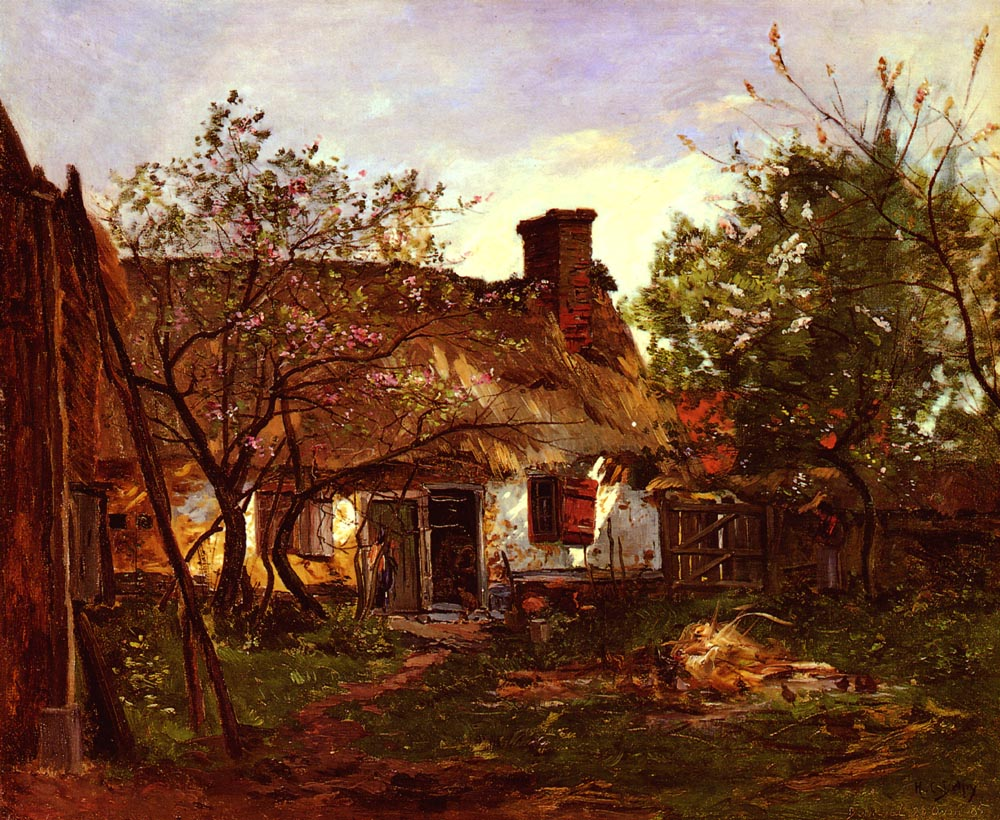
Chaumière à Berneval.
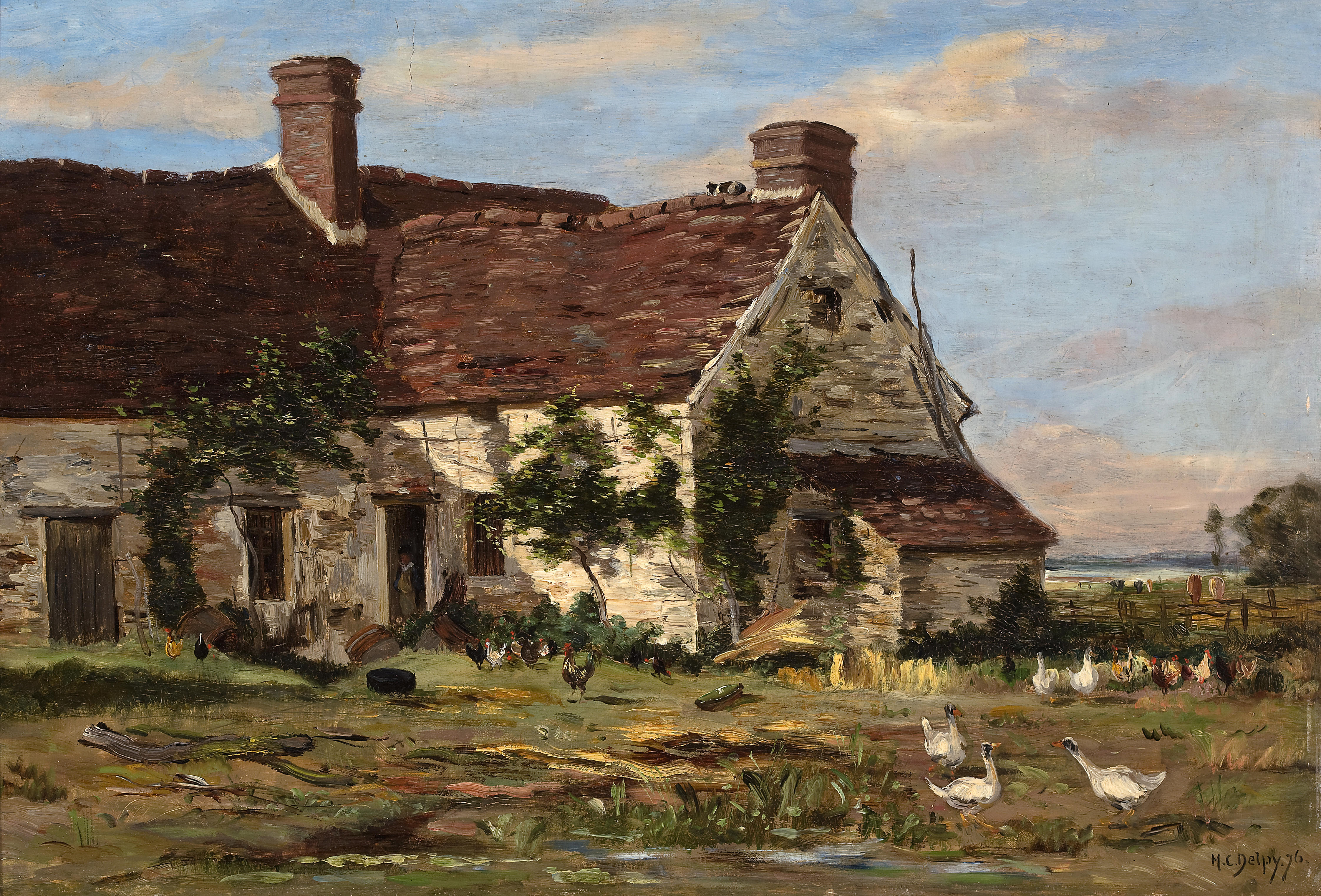
Ferme aux environs de Bois-le-Roi.
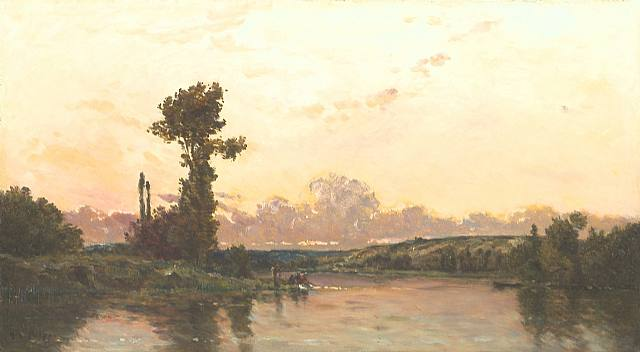
Paysage de rivière.
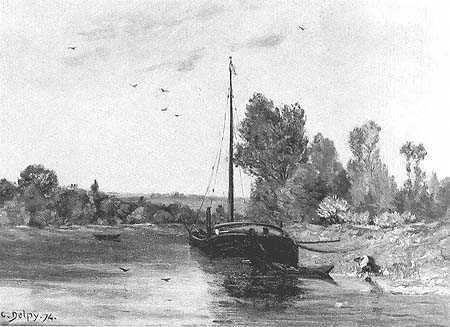
Lavandière près de la péniche.